# Bogas de Baixo
Bogas de Baixo is een plaats (freguesia) in de Portugese gemeente Fundão en telt 275 inwoners (2001).